# کمیساریا
کمیساریا (فرانسوی: Commissariat‎) سازمان یا اداره ای است که توسط یک کمیسار یا گروهی از کمیسارها فرماندهی می‌شود.
در بسیاری از کشورها کمیسر از درجات پلیس است. در آن کشورها، کمیساریا یک اداره پلیس به فرماندهی یک کمیسر (فرانسوی: commissaire‎) است.